# NEW AG
Die NEW AG ist ein regionales Dienstleistungsunternehmen aus den Bereichen der Energie-, Wasserversorgung und Abwasserentsorgung, das insbesondere in der Region Mönchengladbach am Niederrhein tätig ist. Die Anteile der NEW AG befinden sich überwiegend in kommunaler Hand. Dabei steht NEW für Niederrhein, Energie und Wasser.

## Geschichte
Vorläufer der NEW ist die im Juli 1985 durch Umwandlung des städtischen Eigenbetriebs Stadtwerke Mönchengladbach entstandene Stadtwerke Mönchengladbach GmbH. Diese wurde wiederum mit Formwechsel im September 1998 in die Niederrheinische Versorgung und Verkehr AG (NVV) umgewandelt. In dieser neuen Aktiengesellschaft wurden die Niederrheinische Licht- und Kraftwerke AG, die RWE Energie AG und deren Niederlassung Regionalversorgung Mönchengladbach mit den Stadtwerken Mönchengladbach fusioniert.
Am 21. Dezember 2010 wurden die Niederrheinische Versorgung und Verkehr AG und die Niederrheinwerke Viersen in eine Holdingstruktur unter der neu gegründeten Niederrhein Kommunalholding GmbH eingegliedert. Der Name der Niederrheinischen Versorgung und Verkehr AG wurde in die Abkürzung des Unternehmensnamens NVV AG geändert. Die bis dahin in der NVV enthaltenen Verkehrs- und Bäderbetriebe der Stadt Mönchengladbach wurden in die NVV mobil und aktiv GmbH (ab 9. Januar 2012 NEW mobil und aktiv Mönchengladbach) ausgegliedert. Die Viersener Verkehrs- und Bäderbetriebe waren bis dorthin in den Niederrheinwerken Viersen enthalten und zunächst getrennt als Niederrheinwerke Viersen mobil GmbH und Niederrheinwerke Viersen aktiv GmbH tätig. Die Unternehmen wurden im August 2011 zur Niederrheinwerke mobil und aktiv GmbH (ab 9. Januar 2012 NEW mobil und aktiv Viersen) zusammengelegt. Mit der Umstrukturierung nur noch für Energie und Wasser zuständig wurde die Niederrheinwerke Viersen GmbH eine fast hundertprozentige Tochter der neuen NVV AG. Lediglich Anteile im Wert von 100 Euro blieben bei der Stadt Viersen, die nur indirekt über die Kommunalholding sowie über die NVV an ihrem bisherigen Unternehmen beteiligt blieb. Der Anteil der Kommunalholding an der NVV belief sich mit der Umstrukturierung zunächst auf 56,83 %, die übrigen Anteile von 43,17 % waren Eigentum der RWE.
Am 9. Januar 2012 wurde die neue Dachmarke NEW für alle Unternehmen der Kommunalholding (inklusive der von der NEW AG juristisch unabhängigen Verkehrs- und Bäderbetriebe) eingeführt. Die Niederrhein Kommunalholding GmbH wurde in NEW Kommunalholding GmbH umbenannt, die bisherige NVV AG in NEW AG. Am 1. Januar 2015 wurde die Energiesparte der WestEnergie und Verkehr GmbH in die NEW AG als West Energie GmbH integriert. Zuvor war die NEW AG bereits zu 50 % an der WestEnergie und Verkehr beteiligt gewesen. Deren Verkehrssparte wurde als weitere Tochter der Kommunalholding in das neue Unternehmen WestVerkehr GmbH ausgegliedert. Die Kreiswerke Heinsberg GmbH wurde im Gegenzug an der Kommunalholding beteiligt. Im selben Jahr gründete die NEW die Stadtwerke Korschenbroich GmbH.
Im Februar 2018 gründete die NEW AG gemeinsam mit den Stadtwerken Aachen, Düren und Stolberg die Tochtergesellschaft DEM GmbH, Elsdorf, die im Bereich Aufbau intelligente Stromnetze für Energieversorger und Netzbetreiber tätig ist.

## Unternehmensstruktur
Der Vorstand der NEW AG besteht aus dem Vorstandsvorsitzenden Frank Kindervatter sowie dem Vorstandsmitglied Thomas Bley. Vorsitzender des Aufsichtsrates ist Hans Peter Schlegelmilch.
Die Eigentümer der NEW AG sind die NEW Kommunalholding GmbH mit 57,5 % Beteiligung sowie die [Westenergie] mit 42,5 % Beteiligung. Der Umsatz der NEW AG betrug im Jahr 2021 169,8 Mio. Euro. 2022 beschäftigte das Unternehmen 2200 Mitarbeiter.
Folgende Zahlen sind Stand 2022:
| Bilanzsumme                       | 633,9 | Millionen Euro |
| Anlagevermögen                    | 461,6 | Millionen Euro |
| Eigenkapital                      | 225,6 | Millionen Euro |
| Umsatzerlöse                      | 169,8 | Millionen Euro |
| – davon Abwasser                  | 88,5  | Millionen Euro |
| – davon konzerninterne Leistungen | 78,2  | Millionen Euro |
| – davon Mieten und Pachten        | 2,1   | Millionen Euro |

Die Absatzmenge der NEW AG durch Strom lag 2022 bei rund 1.400 Mio. GWh und 2.800 Mio. GWh durch Gas.
Die NEW AG besitzt Tochtergesellschaften in Mönchengladbach, Erkelenz, Geilenkirchen, Grevenbroich, Viersen und Tönisvorst.

### Beteiligungen
Die NEW AG hält Beteiligungen an folgenden Unternehmen:
- NEW Niederrhein Energie und Wasser GmbH: 100 %
- NEW Viersen GmbH: 99,9 % (Beteiligung über die NEW Energie)
- NEW NiederrheinWasser GmbH: 100 %
- NEW Netz GmbH: 99,9 %
- GWG Grevenbroich GmbH: 100 %
- NEW SmartCity GmbH: 100 %

## Geschäftsbereiche

### Strom-, Wasser-, Wärme- und Gasversorgung
Das Tochterunternehmen NEW Netz GmbH betreibt die Versorgungsnetze für Strom, Erdgas und Trinkwasser. Bundesweit werden rund 400.000 Stromhaushalte, 150.000 Gashaushalte und in der Region 100.000 Trinkwasserhaushalte versorgt.
Das Konzessionsgebiet für Strom erstreckt sich über eine Fläche von rund 1.329 Quadratkilometern. Es umfasst die Städte Grevenbroich, Korschenbroich, Wassenberg, Erkelenz, Wegberg, Niederkrüchten, Hückelhoven, Übach-Palenberg, Geilenkirchen, Viersen, Tönisvorst, Mönchengladbach, Jüchen sowie die Gemeinden Gangelt, Selfkant und Waldfeucht. In diesem Gebiet leben rund 830.000 Menschen. Das Stromverteilnetz der NEW für Mittel- und Niederspannung befindet sich in der Regelzone des Übertragungsnetzbetreibers Amprion.
Das Netzgebiet für Gas entspricht dem Stromversorgungsgebiet mit Ausnahme der Städte Geilenkirchen und Übach-Palenberg sowie der Gemeinden Selfkant, Waldfeucht und Gangelt und hat somit eine Fläche von 955 km² mit etwa 645.000 Einwohnern. Das Gasverteilnetz liegt im Marktgebiet der NetConnect Germany (NCG). Gas wird mit den unterschiedlichen Erdgasqualitäten H- und L-Gas geliefert.
Die Wasserversorgung hat von den drei Sparten das kleinste Versorgungsgebiet; es werden die Städte Mönchengladbach, Grevenbroich und Teile von Korschenbroich mit 402 Quadratkilometern Fläche und knapp 435.000 Einwohnern versorgt.
Im Bereich des eigenen Netzgebietes ist die NEW Grundversorger für Strom und Erdgas. Der Vertrieb von Strom-, Erdgas-, Wärme- und Wasserprodukten wird vom Tochterunternehmen NEW Niederrhein Energie und Wasser GmbH, der NEW Viersen, der NEW Tönisvorst und der GWG gewährleistet. Der Schwerpunkt der Vertriebsaktivitäten liegt im eigenen Versorgungsgebiet.
Für die Belieferung von Strom und Gas für Haushalts- und Gewerbekunden außerhalb des Stammgebietes wurde 2013 gemeinsam mit den Stadtwerken Neuss die KlickEnergie GmbH & Co. KG gegründet, die ihre Produkte über ein Internetportal anbietet.

#### Stromkennzeichnung
Nach § 42 EnWG zur Stromkennzeichnung sind seit dem 15. Dezember 2005 alle Energieversorgungsunternehmen in Deutschland verpflichtet, die Herkunft ihres Stroms zu veröffentlichen. Für die NEW Niederrhein Energie und Wasser GmbH ergeben sich damit folgende Werte für das Jahr 2023:
|                                                        | Unternehmensmix | Ökostrom-Produkt | Normalstrom-Produkt | Vergleichswerte Deutschlandmix |
| ------------------------------------------------------ | --------------- | ---------------- | ------------------- | ------------------------------ |
| Kernenergie                                            | 16,6 %          | 0,0 %            | 10,6 %              | 1,5 %                          |
| Kohle                                                  | 43,8 %          | 0,0 %            | 27,9 %              | 25,5 %                         |
| Erdgas                                                 | 15,8 %          | 0,0 %            | 10,0 %              | 12,1 %                         |
| Sonstige fossile Energieträger                         | 1,6 %           | 0,0 %            | 1,0 %               | 1,4 %                          |
| Erneuerbare Energien gefördert nach EEG                | 0,0 %           | 49,1 %           | 49,1 %              | 49,1 %                         |
| Sonstige Erneuerbare Energien nicht gefördert nach EEG | 22,2 %          | 50,9 %           | 1,4 %               | 10,4 %                         |
| CO2-Emissionen (g/kWh)                                 | 526,0           | 0,0              | 335,0               | 324,0                          |
| Radioaktiver Abfall (g/kWh)                            | 0,0004          | 0                | 0,0003              | 0,0                            |

### Abwasserentsorgung
Die NEW übernimmt die Entsorgung von Abwasser aus den Stadtgebieten von Mönchengladbach und Viersen mit rund 340.000 Einwohnern und rund 261 Quadratkilometern Fläche. Hierzu gehören die Bereiche Planung und Bau, Grundstücksentwässerung und Betrieb Kanalnetz/Gewässerunterhaltung.

### Energiedienstleistungen
Die NEW berät private und gewerbliche Kunden zu Fragen der Energieerzeugung, -verbrauch und -anwendungen. Daneben bietet die NEW Contracting-Lösungen, also die Betriebsführung, Wartung, Instandhaltung und Abrechnung von Energieanlagen an.
Über die Website E-Laden, deren Anwendungen auch als App angeboten werden, können sich Nutzer von Elektroautos unter anderem über die öffentliche Infrastruktur von Ladestationen der NEW informieren, aber auch Standorte anderer Anbieter herausfinden. Außerdem können sie über diese auch mitbestimmen, indem sie Feedback darüber abgeben oder gar neue Standorte vorschlagen.
Die NEW AG berät ihre Kunden außerdem im Bereich Solaranlagen. Hierfür bietet sie unter anderem einen „Photovoltaik Rechner“ an, mit dem Kunden die Rentabilität einer Solaranlage berechnen können und wie bei der Investition gespart werden kann.

### Bäder und Busse
Die Tochterunternehmen NEW mobil und aktiv Viersen GmbH und NEW mobil und aktiv Mönchengladbach GmbH betreiben außerdem Bäder und Buslinien.
Die NEW mobil und aktiv Viersen GmbH unterhält das Schlossbad in Grevenbroich, das Stadtbad und das Bad Ransberg in Viersen und das H2OH! in Tönisvorst. Innerhalb der Stadt Viersen betreibt die NEW mobil zehn Stadtbuslinien.
Die NEW mobil und aktiv Mönchengladbach GmbH betreibt unter der Marke NEW' MöBus den Linienverkehr in Mönchengladbach sowie vier öffentliche Schwimmbäder: das Volksbad Mönchengladbach, Schlossbad Niederrhein in Wickrath, Stadtbad Rheydt und das Vitusbad.

### Blauschmiede
Im „NEW-Blauhaus“ auf dem Campus der Hochschule Niederrhein in Mönchengladbach betreibt die NEW AG die sog. „Blauschmiede“, ein Startup-Gründungsinkubator für gründungsinteressierte Studierende und Young Professionals auf dem Weg in die unternehmerische Selbstständigkeit. Der Inkubator ist eine Kooperation zwischen der NEW AG, der Hochschule Niederrhein, der IHK, der Stadtsparkasse und der Wirtschaftsförderung Mönchengladbach.
Neben Gründungen aus der Wissenschaft durch Spin-Offs der Hochschule Niederrhein werden in der „Blauschmiede“ prinzipiell innovative technologie-, wissens- und forschungsbasierte Jungunternehmen mit skalierbaren Geschäftsmodellen gefördert. Beispielsweise umfasst die Auswahl an Blauschmiede-Startups Unternehmen aus den Bereichen Künstliche Intelligenz, Digitalisierung und 3D-Druck sowie nachhaltiges Produktdesign und textiles Upcycling.